# 北部先囃子
北部先囃子（ほくぶさきばやし）は、福島県本宮市に存在する太鼓台。主に安達太良神社秋季例大祭のとき町を練り歩く。袢纏の色は紺地に白抜きで「北部」、その下に山鳥。

## 親組織
- 北部先囃子若龍会

## 活動内容
主に小学生～高校生で構成される。
- 小学生--太鼓（小）

10月上旬にその年の例大祭に向け募集を始める。参加、不参加は自由。小学生のみ「番組」（いわゆる番付）が存在し、上位にいけばいくほど上手ということになる。3~4人一組で毎年22番組ほどできる。そのうちで最高位の1番組は憧れであり、この北部先囃子のみ「黒バチ--漆塗り」が無料で配布される。
- 中学生--太鼓（小）、太鼓（大）、大太鼓、笛

中学生はそのほとんどが小学生の時から続けている者が多い。「番組」は存在しない。中学生から大太鼓が解禁になる。（他方部では小学校高学年からの所も）
- 高校生--中学生と同様

高校生はほぼ指導の域に入る。

## 曲目
- 馬鹿囃子（若囃子とも）
- 砂切（シャギリ）
- ショーテン
- たまや
- やまどり
- やまどりくずし
- 若龍
- かくべてんや
- 北囃子
- とっとり